# مهبط كيتسيسوارسويت
مهبط كيتسيسوارسويت (بالجرينلاندية: Mittarfik Kitsissuarsuit) (إياتا: QJE، إيكاو: BGKT) هو مهبط مروحيات يقع بمدينة كيتسيسوارسويت غرب جرينلاند. وتقوم بتشغيله شركة طيران جرينلاند.

## التشغيل
تخدم طيران جرينلاند بلدة كيتسيسوارسويت كجزء من عقد مع حكومة الحكم الذاتي، وذلك عن طريق المروحيات التابعة للشركة في فصل الشتاء فقط من مهبط كيتسيسوارسويت إلى مطار آسيات فقط. لأن رحلات الطيران في المستوطنات في المنطقة المطلة على خليج ديسكو هي فريدة من نوعها، لأنها تعمل فقط خلال فصلي الشتاء والربيع.